# Capensibufo tradouwi
Espèce
Synonymes
- Bufo tradouwi Hewitt, 1926

Statut de conservation UICN

 LC  : Préoccupation mineure
Capensibufo tradouwi est une espèce d'amphibiens de la famille des Bufonidae.

## Répartition
Cette espèce est endémique du Cap-Occidental en Afrique du Sud. Elle se rencontre entre 1 000 et 1 600 m d'altitude dans les montagnes de la Cape Fold Belt à l'Est de la Breede River.

## Description
L'holotype mesure 31,5 mm

## Étymologie
Cette espèce est nommée en référence au lieu de sa découverte, le Tradouw pass.

## Publication originale
- Hewitt, 1926 : Some new or little-known reptiles and batrachians from South Africa. Annals of the South African Museum, vol. 20, p. 473-490 (texte intégral).